# Palermo Football Club 2024-2025
Questa voce raccoglie le informazioni riguardanti il Palermo Football Club nelle competizioni ufficiali della stagione 2024-2025.

## Stagione
Dopo l'addio di Michele Mignani, il Palermo sceglie come allenatore Alessio Dionisi, affidando il ruolo di direttore sportivo a Morgan De Sanctis. Sia il tecnico che il direttore sportivo vengono presentati già il 7 giugno, fornendo alla società ampio spazio di manovra per costruire la squadra. Il raduno per la nuova stagione avviene il 3 luglio a Brescia, da dove la squadra si trasferisce poi al centro olimpico Aquagranda di Livigno per la prima parte del ritiro estivo (dal 7 al 20 luglio). La seconda parte del ritiro pre-campionato viene svolta invece a Manchester, presso l'Etihad Campus dal 23 luglio al 2 agosto. 
Nel corso delle due parti di ritiro I rosanero inanellano una serie di vittorie in amichevoli di prestigio che lasciano ben sperare i tifosi, battendo in sequenza Monza, Leicester City e l'Oxford Utd.
La squadra fa il suo esordio ufficiale nei trentaduesimi di Coppa Italia, allo stadio Tardini di Parma, imponendosi con il risultato di 0-1 sui ducali. L'uscita dalla competizione avviene al turno successivo, il 26 settembre, quando ai sedicesimi i rosanero vengono sconfitti dal Napoli di Antonio Conte con il risultato di 5-0.

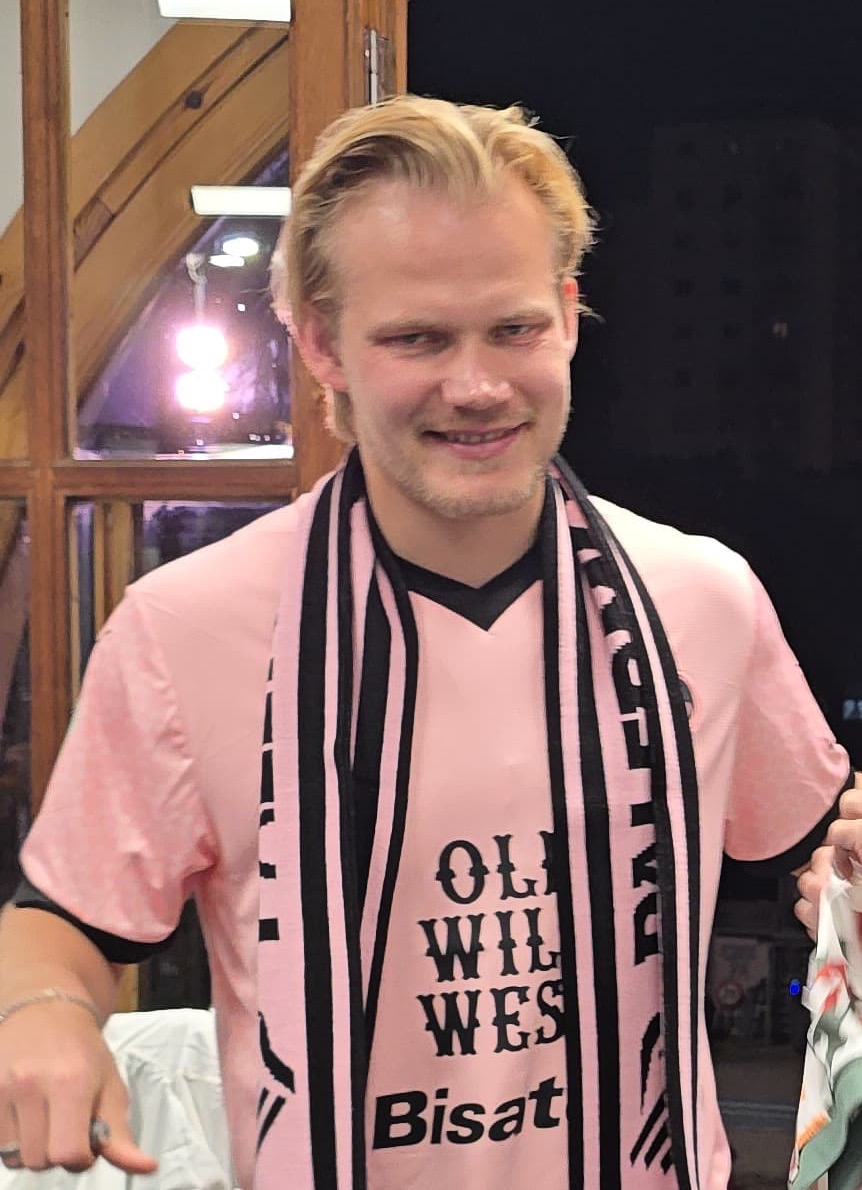
Acquistato a metà stagione, Joel Pohjanpalo si è rivelato un giocatore chiave nella seconda metà di campionato, segnando 9 reti in sole 15 presenze, chiudendo l'annata come capocannoniere stagionale del club assieme a Matteo Brunori.

Nonostante la dichiarata volontà della società di migliorare il sesto posto della stagione precedente, la regular season vedrà i rosanero terminare ottavi, ultimo posto utile per l'accesso ai play off, in una stagione piuttosto travagliata dentro e fuori il campo. Il campionato inizia giocando le prime tre partite in trasferta a causa dei lavori allo stadio Renzo Barbera e vede i rosanero partire con due sconfitte contro Brescia e Pisa. Il primo successo arriverà nella trasferta contro la Cremonese alla terza giornata, con il risultato di 0-1. Nella sezione centrale del girone di andata il bomber ed ex capitano Matteo Brunori viene spesso relegato in panchina. Fabio Lucioni, acquistato nella stagione precedente per dare solidità in difesa, viene svincolato con rescissione contrattuale già a novembre. Sul campo, la squadra alterna vittorie a sconfitte senza mai trovare continuità. La sconfitta di Carrara contro la Carrarese per 1-0, porta la tifoseria organizzata a iniziare una contestazione contro l'intera area sportiva della società, inclusi il tecnico Alessio Dionisi, il direttore sportivo Morgan De Sanctis e il direttore generale Giovanni Gardini,. Al termine della prima metà di campionato il Palermo chiude con 24 punti in classifica, che significa settimo posto in condivisione con Catanzaro, Bari, Carrarese e Modena e 16 punti di distacco dal secondo posto (prima posizione valida per la promozione diretta). All'inizio dell'anno nuovo, il 3 gennaio 2025, la società rosanero decide di esonerare dal ruolo di direttore sportivo Morgan De Sanctis, affidando la carica a Carlo Osti. Quest'ultimo opera sul mercato con acquisti mirati ma importanti: arrivano a titolo definitivo il difensore Giangiacomo Magnani dall'Hellas Verona e l'attaccante Joel Pohjanpalo dal Venezia insieme al portiere Emil Audero in prestito secco dal Como. Tuttavia, nonostante alcune isolate prestazioni convincenti come la vittoria interna contro la capolista Sassuolo per 5-3 o la vittoria in trasferta contro la diretta concorrente Catanzaro per 1-3, la stagione del Palermo non migliora significativamente. Dopo la sconfitta per 2-1 a Cesena, una nuova contestazione coinvolge nuovamente giocatori, allenatore e dirigenza. Le ultime due partire interne (incluso il recupero contro la Carrarese, rinviata a causa della morte di Papa Francesco), sono giocate in un clima surreale e di contestazione. Proprio il match interno finale contro i toscani, pareggiato per 1-1, fa perdere una ulteriore posizione nella griglia play off a un Palermo che chiude la stagione all'ottavo posto in classifica (posizione simile a quella occupata al termine del girone di andata), con 52 punti, 4 in meno rispetto alla stagione precedente, e ben 14 sconfitte.
Anche in questa stagione, in modo simile all'anno precedente, il Palermo si rende protagonista di surreali rimonte subite: tra gli esempi più lampanti si segnala il 2-2 con lo Spezia in trasferta con i rosanero avanti 0-2 fino al 91' minuto o la rocambolesca sconfitta interna contro la Cremonese per 2-3, col Palermo avanti 2-0 a un quarto d'ora dal termine. Di contro, i rosanero non vinceranno neanche un match da situazione di svantaggio, perdendo ben 16 punti nell'ultimo quarto d'ora di match, e guadagnandone solo 2.

### Play Off
L'ottava posizione porta il Palermo ad accedere al turno preliminare dei Play Off di Serie B, giocando in trasferta a Castellammare di Stabia contro la Juve Stabia il 17 maggio 2025. La sfida termina 1-0 per i padroni di casa, sancendo l'eliminazione dei rosanero e la conclusione della pessima stagione dei rosanero

## Divise e sponsor
Per la stagione 2024-2025, la maglia home, presentata il 9 luglio 2024 durante un evento dedicato svoltosi a New York in presenza di tre leggende rosanero, si presenta totalmente rosa, con un pattern geometrico sulle maniche (con bordi neri) e sui fianchi, scollo a "V" e con riferimenti storici alla divisa indossata durante la finale di Coppa Italia e nell'annata 1974-1975. Il 25 luglio durante il ritiro a Manchester, la società presenta la seconda divisa, il cui template è speculare a quello della prima, ma su sfondo nero con il rosa su maniche e colletto e l'oro a contornare il logo societario, gli sponsor, i nomi e i numeri dei calciatori. Il pattern geometrico, che nella prima divisa è confinato ai fianchi e alle maniche, diventa invece preponderante nel campo centrale della seconda divisa. La terza maglia viene presentata il 6 settembre e si caratterizza per originalità: la maglia a sfondo bianco, con il logo societario degli anni ottanta, è impreziosita da inserti verdi e un pattern geometrico con tinte calde giallo, rosso, arancioni in richiamo alla cassata siciliana, dolce tipico della tradizione locale, ma soprattutto ha l'obiettivo di celebrare la storia e la cultura millenaria della città di Palermo come Capitale del Mediterraneo, capace di aggregare comunità e culture diverse nel corso dei secoli, fino a comporre il mosaico di colori e suggestioni che da sempre caratterizza il DNA della città. Gli sponsor per questa stagione sono: Old Wild West (main sponsor), Bisaten (second sponsor), inX.aero (back sponsor) L.T. Costruzioni (sleeve sponsor) e A29 (short sponsor), lo sponsor tecnico, per il secondo anno consecutivo, Puma.
| Casa | Trasferta | Terza Divisa |

## Organizzazione
Organigramma societario
- Presidente: Dario Mirri
- Amministratore delegato: Giovanni Gardini[28]
- Direttore Generale: Giovanni Gardini[29]
- Consiglieri d'Amministrazione: Simon Richard Cliff, Alberto Galassi, John MacBeath, Brian Marwood
- Direttore Sportivo: Morgan De Sanctis, poi Carlo Osti[30]
- International Scout: Giulio Migliaccio[31]
- Segretario Sportivo: Piefrancesco Visci
- Team Manager: Fabio Pinna
- Responsabile Comunicazione: Gaetano Lombardo
- Ufficio Stampa: Andrea Siracusa
- Social Media Manager: Marco Sirchia
- DGE e Responsabile Sicurezza: Tiziana Caracappa

Staff Tecnico
- Allenatore: Alessio Dionisi
- Vice-Allenatore: Paolo Cozzi
- Collaboratori Tecnici: Diego Daldosso, Massimiliano Sigolo, Luca Vigiani
- Match Analyst: Federico Montalto
- Preparatori dei portieri: Guido Nanni

Staff Medico
- Head of Performance: Tindaro Bongiovanni
- Medico Responsabile Sanitario: Andrea Stegagno
- Medico Sociale: Roberto Matracia
- Responsabile fisioterapia: Massimiliano Mereu
- Fisioterapisti: Fabio Cavera, Francesco Chiarenza, Mirko Genzardi, Vincenzo Vallone
- Preparatori Atletici: Fabio Spighi, Emanuele Tononi
- Assistente Preparatore Atletico: Guglielmo Pillitteri
- Recupero Infortuni: Giuseppe Puleo
- Nutrizionista: Clara Gabrielli

## Rosa
Rosa e numerazioni sono aggiornate al 4 febbraio 2025.
| N. |                        | Ruolo | Calciatore                |
| -- | ---------------------- | ----- | ------------------------- |
| 1  | Italia (bandiera)      | P     | Sebastiano Desplanches    |
| 3  | Stati Uniti (bandiera) | D     | Kristoffer Lund           |
| 4  | Turchia (bandiera)     | D     | Rayyan Baniya             |
| 5  | Italia (bandiera)      | D     | Fabio Lucioni             |
| 6  | Francia (bandiera)     | C     | Claudio Gomes             |
| 7  | Italia (bandiera)      | A     | Francesco Di Mariano      |
| 8  | Italia (bandiera)      | C     | Jacopo Segre              |
| 9  | Italia (bandiera)      | A     | Matteo Brunori (capitano) |
| 10 | Italia (bandiera)      | C     | Filippo Ranocchia         |
| 11 | Italia (bandiera)      | A     | Roberto Insigne           |
| 12 | Italia (bandiera)      | P     | Emil Audero               |
| 12 | Italia (bandiera)      | P     | Manfredi Nespola          |
| 14 | Serbia (bandiera)      | C     | Aljoša Vasić              |
| 16 | Senegal (bandiera)     | P     | Alfred Gomis              |
| 17 | Italia (bandiera)      | A     | Federico Di Francesco     |
| 18 | Romania (bandiera)     | D     | Ionuț Nedelcearu          |
| 19 | Finlandia (bandiera)   | A     | Joel Pohjanpalo           |

| N. |                                 | Ruolo | Calciatore           |
| -- | ------------------------------- | ----- | -------------------- |
| 19 | Francia (bandiera)              | A     | Stredair Appuah      |
| 20 | Francia (bandiera)              | A     | Thomas Henry         |
| 21 | Francia (bandiera)              | A     | Jérémy Le Douaron    |
| 23 | Mali (bandiera)                 | D     | Salim Diakité        |
| 24 | Italia (bandiera)               | D     | Giangiacomo Magnani  |
| 25 | Italia (bandiera)               | D     | Alessio Buttaro      |
| 26 | Italia (bandiera)               | C     | Valerio Verre        |
| 27 | Italia (bandiera)               | D     | Niccolò Pierozzi     |
| 28 | Francia (bandiera)              | C     | Alexis Blin          |
| 29 | Polonia (bandiera)              | D     | Patryk Peda          |
| 30 | Bosnia ed Erzegovina (bandiera) | C     | Dario Šarić          |
| 32 | Italia (bandiera)               | D     | Pietro Ceccaroni     |
| 43 | Grecia (bandiera)               | D     | Dīmītrīs Nikolaou    |
| 46 | Italia (bandiera)               | P     | Salvatore Sirigu     |
| 63 | Italia (bandiera)               | P     | Francesco Cutrona    |
| 77 | Italia (bandiera)               | P     | Francesco Di Bartolo |

## Calciomercato

### Sessione estiva(dall'1/7 all'1/9)
| Acquisti         | Acquisti             | Acquisti    | Acquisti                                      |
| R.               | Nome                 | da          | Modalità                                      |
| ---------------- | -------------------- | ----------- | --------------------------------------------- |
| P                | Alfred Gomis         | Rennes      | definitivo                                    |
| P                | Salvatore Sirigu     |             | svincolato                                    |
| P                | Francesco Di Bartolo | Lommel      | definitivo                                    |
| D                | Dīmītrīs Nikolaou    | Spezia      | definitivo (1,6 milioni €)                    |
| D                | Niccolò Pierozzi     | Fiorentina  | definitivo (1 milione €)                      |
| D                | Rayyan Baniya        | Trabzonspor | prestito con diritto di riscatto (450 mila €) |
| C                | Alexis Blin          | Lecce       | definitivo (1,5 milioni €)                    |
| C                | Valerio Verre        | Sampdoria   | definitivo                                    |
| A                | Stredair Appuah      | Nantes      | definitivo (1,5 milioni)                      |
| A                | Thomas Henry         | Verona      | prestito (280 mila €)                         |
| A                | Jérémy Le Douaron    | Brest       | definitivo (4 milioni €)                      |
| Altre operazioni |                      |             |                                               |
| R.               | Nome                 | da          | Modalità                                      |
| D                | Mladen Devetak       | Istria 1961 | fine prestito                                 |
| D                | Patryk Peda          | SPAL        | fine prestito                                 |
| C                | Jérémie Broh         | Südtirol    | fine prestito                                 |
| C                | Samuele Damiani      | Juventus    | fine prestito                                 |
| C                | Dario Šarić          | Antalyaspor | fine prestito                                 |
| A                | Giacomo Corona       | Empoli      | fine prestito                                 |
| A                | Giuseppe Fella       | Latina      | fine prestito                                 |

| Cessioni         | Cessioni          | Cessioni    | Cessioni                         |
| R.               | Nome              | a           | Modalità                         |
| ---------------- | ----------------- | ----------- | -------------------------------- |
| P                | Mirko Pigliacelli | Catanzaro   | definitivo                       |
| P                | Adnan Kanuric     |             | svincolato                       |
| D                | Ivan Marconi      | Entella     | svincolato                       |
| D                | Giuseppe Aurelio  | Spezia      | prestito con diritto di riscatto |
| D                | Simon Graves      | PEC Zwolle  | prestito con diritto di riscatto |
| C                | Mamadou Coulibaly | Salernitana | fine prestito                    |
| C                | Liam Henderson    | Empoli      | fine prestito                    |
| C                | Leo Štulac        | Reggiana    | prestito                         |
| A                | Leonardo Mancuso  | Monza       | fine prestito                    |
| A                | Edoardo Soleri    | Spezia      | definitivo                       |
| A                | Chaka Traorè      | Milan       | fine prestito                    |
| Altre operazioni |                   |             |                                  |
| R.               | Nome              | a           | Modalità                         |
| A                | Giacomo Corona    | Pontedera   | prestito                         |
| D                | Mladen Devetak    | Rijeka      | definitivo                       |
| C                | Jérémie Broh      | Padova      | definitivo                       |
| C                | Samuele Damiani   | Ternana     | prestito con obbligo di riscatto |
| A                | Giuseppe Fella    | Cavese      | prestito con obbligo di riscatto |

### Trasferimenti dopo la sessione estiva
| Cessioni | Cessioni      | Cessioni | Cessioni                |
| R.       | Nome          | a        | Modalità                |
| -------- | ------------- | -------- | ----------------------- |
| D        | Fabio Lucioni |          | rescissione consensuale |

### Sessione invernale(dall'1/1 al 31/1)
| Acquisti | Acquisti            | Acquisti | Acquisti                    |
| R.       | Nome                | a        | Modalità                    |
| -------- | ------------------- | -------- | --------------------------- |
| P        | Emil Audero         | Como     | prestito                    |
| D        | Giangiacomo Magnani | Verona   | definitivo (600 mila €)     |
| A        | Joel Pohjanpalo     | Venezia  | definitivo (4,75 milioni €) |

| Cessioni | Cessioni         | Cessioni                  | Cessioni   |
| R.       | Nome             | a                         | Modalità   |
| -------- | ---------------- | ------------------------- | ---------- |
| P        | Manfredi Nespola | Flaminia CivitaCastellana | prestito   |
| D        | Ionuț Nedelcearu | Akron Togliatti           | definitivo |
| D        | Patryk Peda      | Juve Stabia               | prestito   |
| C        | Dario Šarić      | Cesena                    | prestito   |
| A        | Stredair Appuah  | Valenciennes              | prestito   |

## Risultati

### Serie B

#### Girone di andata
| Arbitro: | Aureliano (Bologna) |

|            |           |  |
| Adorni 90’ | Marcatori |  |

| Arbitro: | Colombo (Como) |

|                                      |           |  |
| Nedelcearu 4’ (aut.) N. Bonfanti 66’ | Marcatori |  |

| Arbitro: | Fourneau (Roma) |

|  |           |                |
|  | Marcatori | 76’ R. Insigne |

| Arbitro: | Massimi (Termoli) |

|                |           |               |
| Di Mariano 80’ | Marcatori | 40’ Fumagalli |

| Arbitro: | Sozza (Seregno) |

|              |           |                                        |
| Adorante 61’ | Marcatori | 18’ Segre 43’ Henry 79’ (rig.) Brunori |

| Palermo 21 settembre 2024, ore 15:00 CEST 6ª giornata | Palermo                | 0 – 0 referto | Cesena | Stadio Renzo Barbera (23 230 spett.)\| Arbitro: \| Manganiello (Pinerolo) \| |
| Arbitro:                                              | Manganiello (Pinerolo) |               |        |                                                                              |

| Arbitro: | Galipò (Firenze) |

|               |           |                                       |
| Casiraghi 52’ | Marcatori | 20’ Baniya 63’ Diakité 81’ R. Insigne |

| Arbitro: | Dionisi (L'Aquila) |

|  |           |           |
|  | Marcatori | 21’ Tello |

| Arbitro: | Rapuano (Rimini) |

|                         |           |                            |
| Gliozzi 48’ Caldara 85’ | Marcatori | 34’ Verre 45+2’ R. Insigne |

| Arbitro: | Massimi (Termoli) |

|                     |           |  |
| Gomes 15’ Henry 26’ | Marcatori |  |

| Mantova 30 ottobre 2024, ore 20:30 CET 11ª giornata | Mantova            | 0 – 0 referto | Palermo | Stadio Danilo Martelli (8 852 spett.)\| Arbitro: \| Marinelli (Tivoli) \| |
| Arbitro:                                            | Marinelli (Tivoli) |               |         |                                                                           |

| Arbitro: | Fourneau (Roma) |

|  |           |              |
|  | Marcatori | 90’ Pandolfi |

| Arbitro: | Marchetti (Ostia Lido) |

|               |           |               |
| Bracaglia 16’ | Marcatori | 2’ R. Insigne |

| Arbitro: | Doveri (Roma) |

|                    |           |            |
| Di Francesco 45+3’ | Marcatori | 38’ Tutino |

| Arbitro: | Prontera (Bologna) |

|                                  |           |  |
| Baniya 35’ Wiśniewski 64’ (aut.) | Marcatori |  |

| Arbitro: | Crezzini (Siena) |

|                |           |  |
| S. Shpendi 77’ | Marcatori |  |

| Arbitro: | Arena (Torre del Greco) |

|              |           |                        |
| Nikolaou 32’ | Marcatori | 3’ Biasci 82’ Pompetti |

| Arbitro: | Ayroldi (Molfetta) |

|                          |           |                |
| Laurienté 9’ Pierini 70’ | Marcatori | 21’ Le Douaron |

| Arbitro: | Sozza (Seregno) |

|                |           |  |
| Le Douaron 41’ | Marcatori |  |

#### Girone di ritorno
| Arbitro: | Galipò (Firenze) |

|                            |           |          |
| Vita 44’ Masciangelo 90+1’ | Marcatori | 55’ Lund |

| Arbitro: | Bonacina (Bergamo) |

|                            |           |  |
| Brunori 36’ Le Douaron 56’ | Marcatori |  |

| Arbitro: | Massimi (Termoli) |

|                |           |  |
| Le Douaron 67’ | Marcatori |  |

| Arbitro: | Marchetti (Ostia Lido) |

|                           |           |               |
| Lucchesi 14’ Sersanti 47’ | Marcatori | 25’ Ceccaroni |

| Arbitro: | Bonacina (Bergamo) |

|             |           |                         |
| Brunori 59’ | Marcatori | 13’ (rig.) Rus 26’ Lind |

| Arbitro: | Ghersini (Genova) |

|                              |           |                          |
| Esposito 90+2’ Aurelio 90+5’ | Marcatori | 1’ Ranocchia 72’ Brunori |

| Palermo 16 febbraio 2025, ore 15:00 26ª giornata                                          | Palermo   | 2 – 2 referto           | Mantova | Stadio Renzo Barbera (18,728 spett.) |
| \| \| \| \| \| Verre 26’ Pohjanpalo 68’ (rig.) \| Marcatori \| 46’ Mensah 57’ Brignani \| |           |                         |         |                                      |
|                                                                                           |           |                         |         |                                      |
| Verre 26’ Pohjanpalo 68’ (rig.)                                                           | Marcatori | 46’ Mensah 57’ Brignani |         |                                      |

| Arbitro: | Dionisi (L'Aquila) |

|  |           |                                                |
|  | Marcatori | 30’ Pierozzi 56’ (rig.) Brunori 65’ Pohjanpalo |

| Arbitro: | Perri (Roma 1) |

|                |           |  |
| Pohjanpalo 86’ | Marcatori |  |

| Arbitro: | Perenzoni (Rovereto) |

|         |           |                |
| Coda 1’ | Marcatori | 40’ Pohjanpalo |

| Arbitro: | Collu (Cagliari) |

|                       |           |                                     |
| Gomes 55’ Brunori 72’ | Marcatori | 74’ Azzi 86’ Valoti 90+5’ Collocolo |

| Arbitro: | Arena (Torre del Greco) |

|              |           |                            |
| Amatucci 91’ | Marcatori | 27’ Brunori 40’ Pohjanpalo |

| Arbitro: | Maresca (Napoli) |

|                                                        |           |                                 |
| Pohjanpalo 18’, 45+1’, 81’ Toljan 25’ (aut.) Segre 55’ | Marcatori | 73’ Pierini 74’ Moro 84’ Obiang |

| Arbitro: | Bonacina (Bergamo) |

|                       |           |                |
| Maggiore 6’ Šimić 89’ | Marcatori | Pohjanpalo 18’ |

| Palermo 21 aprile 2025, ore 34ª giornata | Palermo | – referto | Carrarese | Stadio Renzo Barbera |

| Arbitro: | Feliciani (Teramo) |

|            |           |                                             |
| Biasci 56’ | Marcatori | 9’ (aut.) Bonini 26’ Segre 90+3’ Le Douaron |

| Palermo 1 maggio 2025, ore 15:00 36ª giornata                        | Palermo   | 1 – 2 referto        | Südtirol | Stadio Renzo Barbera |
| \| \| \| \| \| Ceccaroni 27’ \| Marcatori \| 47’ Barreca 75’ Gori \| |           |                      |          |                      |
|                                                                      |           |                      |          |                      |
| Ceccaroni 27’                                                        | Marcatori | 47’ Barreca 75’ Gori |          |                      |

| Arbitro: | Aureliano (Bologna) |

|                    |           |                |
| Calò 37’ Šarić 46’ | Marcatori | 45+6’ Pierozzi |

| Arbitro: | Dionisi (L'Aquila) |

|                  |           |  |
| Brunori 30’, 48’ | Marcatori |  |

#### Play-off
| Arbitro: | Di Bello (Brindisi) |

|              |           |  |
| Adorante 67’ | Marcatori |  |

### Coppa Italia

#### Turni eliminatori
| Arbitro: | Perenzoni (Rovereto) |

|  |           |               |
|  | Marcatori | 45+2’ Insigne |

| Arbitro: | Collu (Cagliari) |

|                                                  |           |  |
| Ngonge 7’, 12’ Jesus 42’ Neres 70’ McTominay 70’ | Marcatori |  |

## Statistiche

### Statistiche di squadra
| Competizione | Punti | In casa | In casa | In casa | In casa | In casa | In casa | In trasferta | In trasferta | In trasferta | In trasferta | In trasferta | In trasferta | Totale | Totale | Totale | Totale | Totale | Totale | DR |
| Competizione | Punti | G       | V       | N       | P       | Gf      | Gs      | G            | V            | N            | P            | Gf           | Gs           | G      | V      | N      | P      | Gf     | Gs     | DR |
| ------------ | ----- | ------- | ------- | ------- | ------- | ------- | ------- | ------------ | ------------ | ------------ | ------------ | ------------ | ------------ | ------ | ------ | ------ | ------ | ------ | ------ | -- |
| Serie B      | 48    | 16      | 7       | 4       | 5       | 22      | 16      | 18           | 6            | 5            | 7            | 25           | 22           | 32     | 12     | 9      | 11     | 43     | 35     | +8 |
| Coppa Italia |       | 0       | 0       | 0       | 0       | 0       | 0       | 2            | 1            | 0            | 1            | 1            | 5            | 2      | 1      | 0      | 1      | 1      | 5      | -4 |
| Totale       |       | 16      | 7       | 4       | 5       | 22      | 16      | 18           | 6            | 5            | 7            | 22           | 24           | 34     | 13     | 9      | 12     | 44     | 40     | +4 |

### Andamento in campionato
| Giornata  | 1  | 2  | 3  | 4  | 5 | 6  | 7 | 8 | 9 | 10 | 11 | 12 | 13 | 14 | 15 | 16 | 17 | 18 | 19 | 20 | 21 | 22 | 23 | 24 | 25 | 26 | 27 | 28 | 29 | 30 | 31 | 32 | 33 | 34 | 35 | 36 | 37 | 38 |
| --------- | -- | -- | -- | -- | - | -- | - | - | - | -- | -- | -- | -- | -- | -- | -- | -- | -- | -- | -- | -- | -- | -- | -- | -- | -- | -- | -- | -- | -- | -- | -- | -- | -- | -- | -- | -- | -- |
| Luogo     | T  | T  | T  | C  | T | C  | T | C | T | C  | T  | C  | T  | C  | C  | T  | C  | T  | C  | T  | C  | C  | T  | C  | T  | C  | T  | C  | T  | C  | T  | C  | T  | C  | T  | C  | T  | C  |
| Risultato | P  | P  | V  | N  | V | N  | V | P | N | V  | N  | P  | N  | N  | V  | P  | P  | P  | V  | P  | V  | V  | P  | P  | N  | N  | V  | V  | N  | P  | V  | V  | P  | N  | V  | P  | P  | V  |
| Posizione | 19 | 20 | 14 | 15 | 9 | 12 | 6 | 9 | 7 | 5  | 5  | 8  | 7  | 7  | 7  | 8  | 9  | 12 | 10 | 11 | 8  | 5  | 8  | 9  | 9  | 9  | 9  | 8  | 8  | 9  | 7  | 7  | 7  | 8  | 6  | 6  | 7  | 7  |

Legenda:

Luogo: C = Casa; T = Trasferta. Risultato: V = Vittoria; N = Pareggio; P = Sconfitta.
NB: La squadra termina il campionato all'ottavo posto, in considerazione dell'ultima partita giocata, ovvero il recupero della 34a giornata.

### Statistiche dei giocatori
Una doppia ammonizione e la conseguente espulsione sono conteggiate come un singolo cartellino rosso.
Sono in corsivo i calciatori che hanno lasciato la società a stagione in corso.
| Giocatore       | Serie B + Play-off | Serie B + Play-off | Serie B + Play-off | Serie B + Play-off | Coppa Italia | Coppa Italia | Coppa Italia | Coppa Italia | Totale   | Totale | Totale      | Totale     |
| Giocatore       | Presenze           | Reti               | Ammonizioni        | Espulsioni         | Presenze     | Reti         | Ammonizioni  | Espulsioni   | Presenze | Reti   | Ammonizioni | Espulsioni |
| --------------- | ------------------ | ------------------ | ------------------ | ------------------ | ------------ | ------------ | ------------ | ------------ | -------- | ------ | ----------- | ---------- |
| S. Appuah       | 4                  | 0                  | 0                  | 0                  | 0            | 0            | 0            | 0            | 4        | 0      | 0           | 0          |
| E. Audero       | 14+1               | -20 + -1           | 0                  | 0                  | -            | -            | -            | -            | 15       | -20    | 0           | 0          |
| R. Baniya       | 29+1               | 2                  | 3                  | 0                  | 1            | 0            | 0            | 0            | 31       | 2      | 3           | 0          |
| A. Blin         | 17+1               | 0                  | 2                  | 0                  | 1            | 0            | 1            | 0            | 19       | 0      | 3           | 0          |
| M. Brunori      | 33+1               | 9                  | 5                  | 0                  | 2            | 0            | 0            | 0            | 36       | 9      | 5           | 0          |
| A. Buttaro      | 4                  | 0                  | 0                  | 0                  | 1            | 0            | 0            | 0            | 5        | 0      | 0           | 0          |
| P. Ceccaroni    | 29+1               | 2                  | 4                  | 1                  | 1            | 0            | 0            | 0            | 31       | 2      | 4           | 1          |
| F. Cutrona      | 0                  | 0                  | 0                  | 0                  | 0            | 0            | 0            | 0            | 0        | 0      | 0           | 0          |
| S. Desplanches  | 21                 | -21                | 2                  | 0                  | 0            | 0            | 0            | 0            | 21       | -21    | 2           | 0          |
| F. Di Bartolo   | 0                  | 0                  | 0                  | 0                  | 0            | 0            | 0            | 0            | 0        | 0      | 0           | 0          |
| F. Di Francesco | 28+1               | 1                  | 2                  | 0                  | 1            | 0            | 0            | 0            | 30       | 1      | 2           | 0          |
| F. Di Mariano   | 20+1               | 1                  | 1                  | 0                  | 1            | 0            | 0            | 0            | 22       | 1      | 1           | 0          |
| S. Diakité      | 31+1               | 1                  | 5                  | 0                  | 1            | 0            | 0            | 0            | 33       | 1      | 5           | 0          |
| C. Gomes        | 32+1               | 2                  | 4                  | 0                  | 2            | 0            | 1            | 0            | 35       | 2      | 5           | 0          |
| A. Gomis        | 1                  | 0                  | 0                  | 0                  | 1            | 0            | 0            | 0            | 2        | 0      | 0           | 0          |
| T. Henry        | 24                 | 2                  | 1                  | 0                  | 1            | 0            | 1            | 0            | 25       | 2      | 2           | 0          |
| R. Insigne      | 25                 | 4                  | 2                  | 0                  | 2            | 1            | 0            | 0            | 27       | 5      | 2           | 0          |
| J. Le Douaron   | 33+1               | 6                  | 1                  | 0                  | 1            | 0            | 0            | 0            | 35       | 6      | 1           | 0          |
| F. Lucioni      | 0                  | 0                  | 0                  | 0                  | 1            | 0            | 0            | 0            | 1        | 0      | 0           | 0          |
| K. Lund         | 33                 | 1                  | 2                  | 0                  | 2            | 0            | 0            | 0            | 35       | 1      | 2           | 0          |
| G. Magnani      | 13                 | 0                  | 0                  | 0                  | -            | -            | -            | -            | 13       | 0      | 0           | 0          |
| I. Nedelcearu   | 9                  | 0                  | 0                  | 0                  | 1            | 0            | 0            | 0            | 10       | 0      | 0           | 0          |
| M. Nespola      | 0                  | 0                  | 0                  | 0                  | 0            | 0            | 0            | 0            | 0        | 0      | 0           | 0          |
| E. Nicolosi     | 0                  | 0                  | 0                  | 0                  | -            | -            | -            | -            | 0        | 0      | 0           | 0          |
| D. Nikolaou     | 29                 | 1                  | 4                  | 0                  | 1            | 0            | 0            | 0            | 30       | 1      | 4           | 0          |
| P. Peda         | 1                  | 0                  | 1                  | 0                  | 2            | 0            | 0            | 0            | 3        | 0      | 1           | 0          |
| N. Pierozzi     | 25+1               | 2                  | 4                  | 0                  | 1            | 0            | 0            | 0            | 27       | 2      | 4           | 0          |
| J. Pohjanpalo   | 14+1               | 9                  | 0                  | 0                  | -            | -            | -            | -            | 15       | 9      | 0           | 0          |
| F. Ranocchia    | 35+1               | 1                  | 0                  | 0                  | 2            | 0            | 0            | 0            | 38       | 1      | 0           | 0          |
| D. Šarić        | 8                  | 0                  | 1                  | 0                  | 2            | 0            | 0            | 0            | 10       | 0      | 1           | 0          |
| J. Segre        | 34+1               | 3                  | 4                  | 0                  | 1            | 0            | 0            | 0            | 36       | 3      | 4           | 0          |
| S. Sirigu       | 3                  | -2                 | 0                  | 0                  | 1            | -5           | 0            | 0            | 4        | -7     | 0           | 0          |
| A. Vasić        | 24+1               | 0                  | 0                  | 0                  | 2            | 0            | 0            | 1            | 27       | 0      | 0           | 1          |
| V. Verre        | 28                 | 2                  | 4                  | 0                  | 0            | 0            | 0            | 0            | 28       | 2      | 4           | 0          |